# Cosima Wagner
Cosima Wagner, ursprungligen Cosima Francesca Gaetana de Flavigny, född 24 december 1837 i Bellagio, Lombardiet, död 1 april 1930 i Bayreuth, Bayern, var dotter till Franz Liszt och Marie d'Agoult samt hustru till Hans von Bülow och Richard Wagner. Hennes förnamn är en feminin form av helgonet Kosmas namn.
Hon blev den tyske kompositören Richard Wagners andra hustru och tillsammans med honom grundade hon Festspelen i Bayreuth som ett skyltfönster för hans scenverk. Efter hans död ägnade hon resten av sitt liv åt att främja hans musik och filosofi. Kommentatorer har erkänt Cosima som den främsta inspirationskällan för Wagners senare verk, särskilt Parsifal.
Efter en barndom som hon till stor del tillbringats hos sin mormor och guvernanter gifte sig Cosima 1857 med dirigenten Hans von Bülow. Även om äktenskapet resulterade i två barn var det till stor del ett kärlekslöst äktenskap, och 1863 inledde Cosima ett förhållande med den 24 år äldre Wagner. De gifte sig 1870. Efter Wagners död 1883 ledde hon Festspelen i Bayreuth i mer än 20 år, utökade dess repertoar till att bilda Bayreuthkanon med tio operor och etablerade Festspelen som en viktig händelse i musikteaterns värld.
Under sin tid som regissör motsatte sig Cosima de teatraliska innovationerna och höll sig nära Wagners originaluppsättningar av hans verk, en inställning som hennes efterträdare fortsatte med långt efter hennes pensionering 1907. Hon delade Wagners övertygelse om tysk kulturell och raslig överlägsenhet, och under hennes inflytande kom Bayreuth alltmer att identifiera sig med antisemitismen. Detta var en utmärkande aspekt av Bayreuth under årtionden, ända in under nazitiden som följde tätt efter hennes död där 1930. Så även om hon allmänt uppfattas som festivalens räddare, är hennes arv fortfarande kontroversiellt.

## Barndom

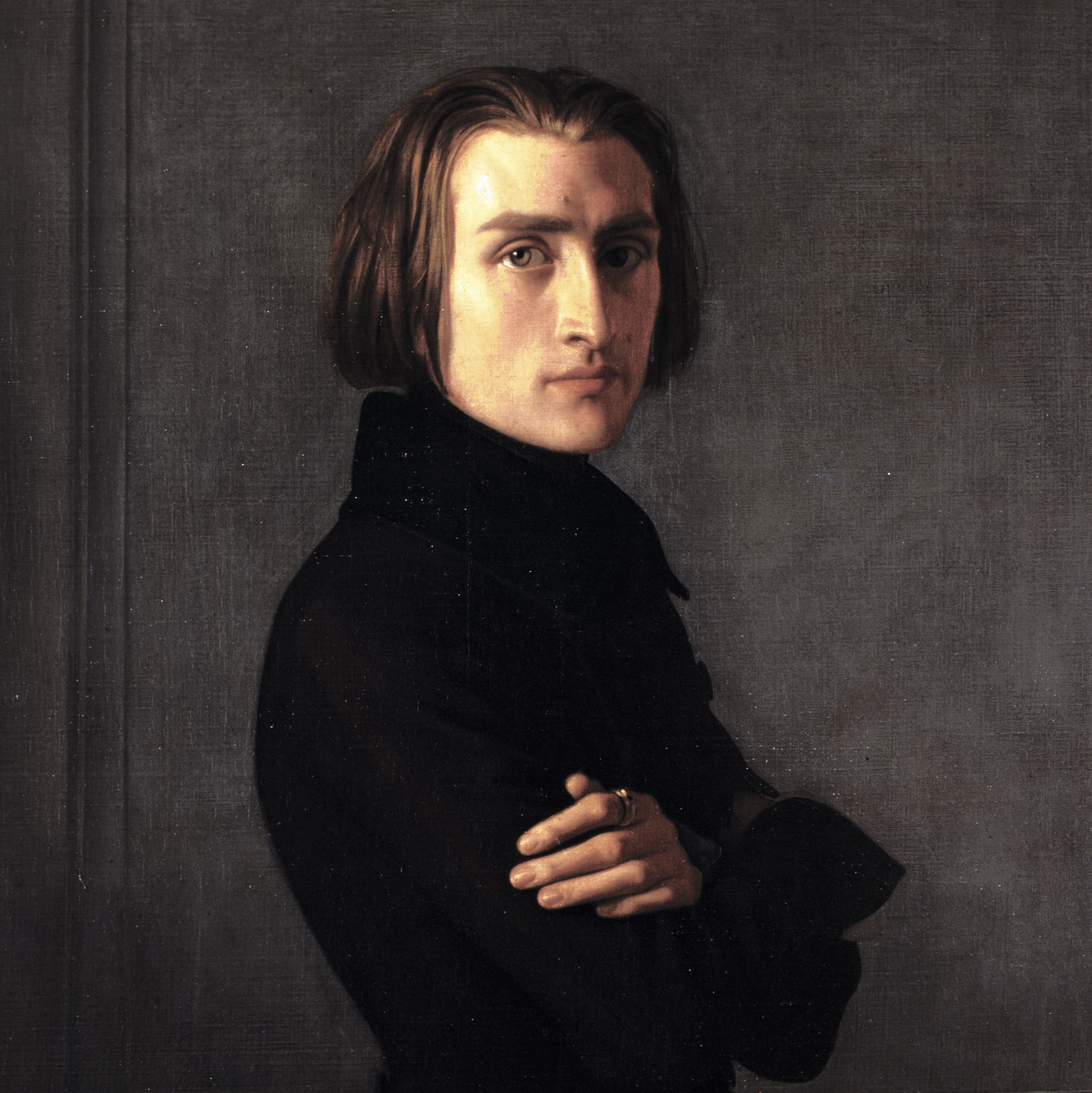
Henri Lehmanns berömda porträtt av Franz Liszt, 1839.

I januari 1833 träffade den 21-årige ungerske kompositören och pianisten Franz Liszt den sex år äldre societetsdamen Marie d'Agoult. Marie hade sedan 1827 varit gift med greve Charles d'Agoult och fött honom två döttrar, men äktenskapet hade blivit sterilt. Marie och Liszt drogs samman av sina gemensamma intellektuella intressen och inledde ett passionerat förhållande. I mars 1835 flydde paret från Paris till Schweiz. Utan att bry sig om den skandal de lämnat efter sig bosatte de sig i Genève där Marie den 18 december födde dottern Blandine-Rachel.
Under de följande två åren reste Liszt och Marie vida omkring i jakten på hans karriär som konsertpianist. I slutet av 1837, när Marie var höggravid med deras andra barn, befann sig paret i Como i Italien. Här, den 24 december på ett hotell vid sjön i Bellagio, föddes en andra dotter. De gav henne namnet Francesca Gaetana Cosima, det ovanliga tredje namnet härstammar från den helige Cosmas, ett skyddshelgon för läkare och apotekare. Det var som "Cosima" som barnet blev känt. Tillsammans med sin syster lämnades hon att tas om hand av ammor (vilket var vanligt på den tiden), medan Liszt och Marie fortsatte att resa i Europa. Deras tredje barn och ende son Daniel föddes den 9 maj 1839 i Venedig.
Medan Liszt fortsatte sina resor tog Marie 1839 den sociala risken att återvända till Paris med sina döttrar. Hennes förhoppningar om att återfå sin status i staden grusades när hennes inflytelserika mor Madame de Flavigny vägrade att erkänna barnen. Marie skulle inte bli accepterad socialt så länge hennes döttrar var tydligt synliga. Liszts lösning var att ta flickorna från Marie och placera dem hos sin mor Anna Liszt i hennes hem i Paris, medan Daniel stannade kvar hos ammor i Venedig. På så sätt kunde både Marie och Liszt fortsätta sina självständiga liv. Förhållandet mellan paret svalnade och 1841 såg de inte mycket av varandra. Det är troligt att båda ägnade sig åt andra kärleksaffärer. År 1845 var klyftan mellan dem sådan att de endast kommunicerade genom tredje part. Liszt förbjöd kontakt mellan mor och döttrar. Marie anklagade honom för att ha försökt stjäla "frukterna av en moders livmoder", medan Liszt insisterade på sin ensamrätt att bestämma över barnens framtid. Marie hotade att slåss mot honom "som en lejoninna", men gav snart upp kampen. Trots att de bodde i samma stad träffade hon inte någon av sina döttrar på fem år, inte förrän 1850.

## Skolgång och ungdom

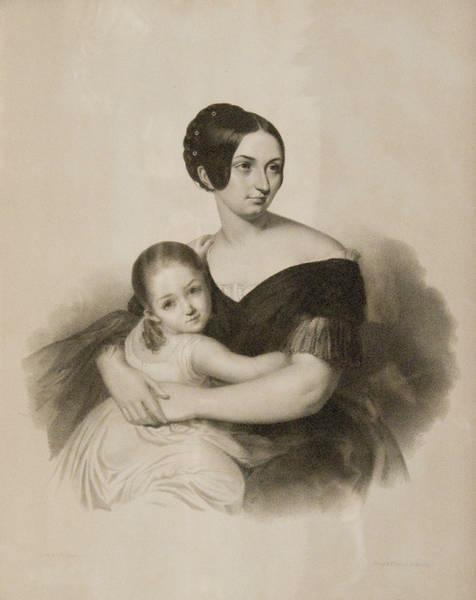
Prinsessan Carolyne zu Sayn-Wittgenstein, här tillsammans med sin dotter Marie, utövade ett starkt inflytande på Cosimas uppfostran.

Cosima och Blandine stannade hos Anna Liszt till 1850, och så småningom anslöt sig Daniel. Cosimas levnadstecknare George Marek beskriver Anna som "en enkel, outbildad, världsfrånvänd men varmhjärtad kvinna ... För första gången fick [flickorna] uppleva hur det var att bli berörd av kärlek". Av systrarna var Blandine tydligen den vackrare; Cosima med sin långa näsa och breda mun beskrevs som den "fula ankungen". Även om Liszts relationer till sina barn var formella och distanserade, sörjde han frikostigt för dem och såg till att de fick en god utbildning. Båda flickorna skickades till Madame Bernard's, en exklusiv internatskola, medan Daniel förbereddes för den prestigefyllda Lycée Bonaparte.
År 1847 träffade Liszt prinsessan Carolyne zu Sayn-Wittgenstein, hustru till en tysk prins som bodde i Ryssland. Hösten 1848 hade hon och Liszt blivit älskare och deras förhållande varade resten av hans liv. Hon tog snabbt över ansvaret för skötseln av Liszts liv, inklusive uppfostran av hans döttrar. I början av 1850 hade Liszt blivit upprörd när han fick veta att Blandine och Cosima återsåg sin mor. Hans svar, vägledd av prinsessan, var att ta dem från deras skola och placera dem i Carolynes gamla guvernants vård, den 72-åriga Madame Patersi de Fossombroni. Liszts instruktioner var tydliga – Madame Patersi skulle kontrollera varje aspekt av flickornas liv: "Hon ensam ska bestämma vad som ska tillåtas dem och vad som ska förbjudas".
Blandine och Cosima var underkastade Patersis läroplan i fyra år. Cosimas levnadstecknare Oliver Hilmes liknar regimen vid den som används för att rida in hästar, även om Marek beskriver den som krävande men i slutändan fördelaktig för Cosima: "Framför allt lärde Patersi henne hur en 'ädel dam' måste bete sig, hur man stiger av en vagn, hur man går in i en salong, hur man hälsar på en hertiginna till skillnad mot en ofrälse ... och hur man inte skulle förråda sig själv när hon blev sårad". Den 10 oktober 1853 anlände Liszt till Patersis lägenhet, hans första besök hos sina döttrar sedan 1845. Med sig hade han två tonsättarkollegor: Hector Berlioz och Richard Wagner. Carolynes dotter Marie, som var närvarande, beskrev Cosimas utseende som "i den värsta fasen av tonåren, lång och kantig, gulblek ... bilden av sin far. Endast hennes långa, gyllene hår, med ovanlig glans, var vackert". Efter en familjemåltid läste Wagner för gruppen ur sin text till sista akten av det som skulle bli Ragnarök. Cosima verkar inte ha gjort något större intryck på honom; I sina memoarer skrev han bara att båda flickorna var mycket blyga.

## Äktenskapet med Hans von Bülow

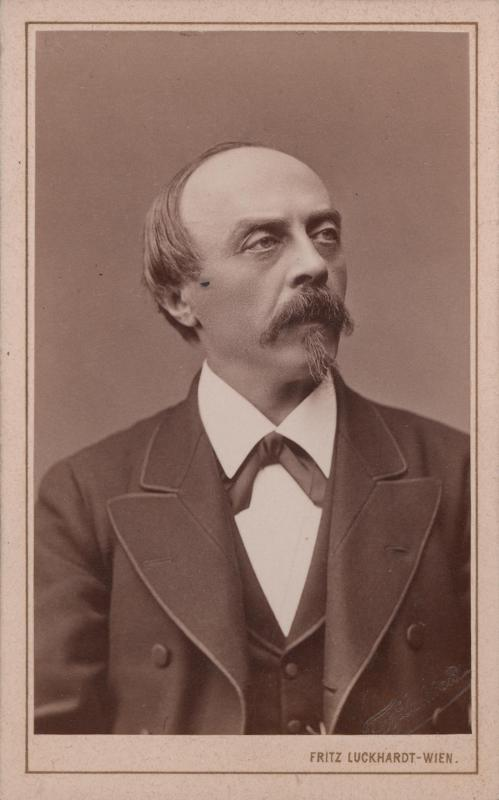
Hans von Bülow

När hans döttrar närmade sig vuxenstadiet kände Liszt att en förändring i deras liv var nödvändig och 1855 ordnade han (trots moderns bittra protester) så att de kunde flytta till Berlin. Här togs de om hand av baronessan Franziska von Bülow, medlem av den framstående familjen von Bülow, vars son Hans var Liszts mest framstående elev; han skulle ta hand om flickornas musikaliska utbildning medan fru von Bülow övervakade deras allmänna och moraliska välfärd. Hans von Bülow, född 1830, hade övergett sin juridiska utbildning efter att ha hört Liszt dirigera uruppförandet av Wagners Lohengrin i Weimar i augusti 1850, och hade bestämt sig för att ägna sitt liv åt musiken. Efter en kort tid som dirigent i små operahus studerade Bülow för Liszt, som var övertygad om att han skulle bli en stor konsertpianist. Bülow blev snabbt imponerad av Cosimas egen skicklighet som pianist, där han såg hennes fars prägel, och de två utvecklade romantiska känslor för varandra. Hennes mor beskrev henne så här:
"Cosima är en briljant tjej som är väldigt lik sin far. Hennes starka fantasi kommer att leda henne bort från den väl upptrampade stigen; Hon har en inre demon som hon resolut kommer att offra allt för. I den finns både godhet och storhet. Ofta saknar hon det rätta omdömet, men det kommer att utvecklas, kanske alltför snart på grund av de sorgliga livserfarenheterna."
Liszt godkände giftermålet och vigseln ägde rum i S:t Hedvigs katedral i Berlin den 18 augusti 1857. Under smekmånaden besökte de tillsammans med Liszt Wagner i hans hem nära Zürich. Detta besök upprepades året därpå. När Cosima tog avsked chockade Wagner med en känslosam demonstration: "[H]en föll för mina fötter, täckte mina händer med tårar och kyssar ... Jag funderade över mysteriet utan att kunna lösa det".
Cosima, som hade växt upp i Paris, hade svårt att anpassa sig till livet i Berlin, som då var en mer provinsiell stad än Paris. Hennes försök att beblanda sig med det lokala samhället var enligt Marie zu Sayn-Wittgenstein handikappade av "hennes överdrivna självkänsla och medfödda kausticitet", vilket alienerade männen och kvinnorna i hennes krets. Åtminstone till en början intresserade sig Cosima för sin makes karriär och uppmuntrade honom att utvidga sin verksamhet till att även omfatta komposition. Vid ett tillfälle försåg hon honom med ett scenario som hon hade skrivit för en opera baserad på historien om Merlin, kung Arturs hovmagiker. Det blev dock inget av detta projekt. von Bülows fullspäckade yrkesschema gjorde att Cosima var ensam under långa perioder, under vilka hon arbetade för den franskspråkiga tidskriften Revue germanique som översättare och medarbetare. Hennes självsäkra, manligt betitlade karisma kommenterades motsägelsefullt på den tiden. Hon kom i kontakt med emanciperade och politiskt aktiva kvinnor som feministen Hedwig Dohm, kvinnorättsaktivisten Emma Herwegh och skådespelerskan Ellen Franz, som senare adlades som Helene Freifrau von Heldburg och gifte sig med hertig Georg II av Sachsen-Meiningen. Festspelen i Bayreuth och teaterbranschen gynnades senare av vänskapen mellan de två kvinnorna. Som ett resultat av föreningen anställde Georg II Hans von Bülow som hovkapellmästare vid Meiningens hovkapell, som utgjorde kärnan i Festspelsorkestern under flera år från Festspelens början på begäran av Richard Wagner. Från 1875 och framåt upprätthöll Cosima och Richard Wagner en konstnärlig vänskaplig kontakt med hertigen och hertiginnan i form av ömsesidigt stöd till konserter och teaterföreställningar samt personliga besök. Under sin tid i Berlin med von Bülow utvecklades också Cosimas livslånga vänskap med Marie von Buch, som senare stödde Richard Wagners arbete och Bayreuth-företaget förbehållslöst som grevinnan Schleinitz-Wolkenstein.
I december 1859 sörjde hon brodern Daniels död, tjugo år gammal, efter en lång tids sjukdom. Cosimas första barn, en dotter som föddes den 12 oktober 1860, fick namnet Daniela till Daniels minne. Ett ytterligare oväntat slag för Cosima kom i september 1862, när hennes syster Blandine, som hade delat en stor del av hennes uppfostran, dog i barnsäng – hon hade varit gift med Émile Ollivier, en parisisk advokat, sedan oktober 1857. Cosimas andra dotter, född i mars 1863, fick namnet Blandine Elisabeth Veronica Theresia.
Bülow var hängiven Wagners musik. 1858 hade han börjat förbereda ett vokalpartitur för Tristan och Isolde, och 1862 gjorde han en kopia av Mästersångarna i Nürnberg. En social relation utvecklades och under sommaren 1862 bodde von Bülows tillsammans med Wagner i kompositörens hem i Biebrich. Wagner skrev att Cosima blev "förvandlad" av hans tolkning av "Wotans farväl" från Valkyrian. I oktober 1862, strax efter Blandines död, delade Wagner och von Bülow på dirigentuppgifterna vid en konsert i Leipzig. Wagner skrev att han under en repetition "kände mig fullständigt gripen av synen av Cosima ... Hon föreföll mig som om hon kom från en annan värld". Under dessa år var Wagners känsloliv i oordning. Han var fortfarande gift med sin första hustru Minna Planer (hon dog 1866), och hade flera utomäktenskapliga förhållanden. Den 28 november 1863 besökte Wagner Berlin. Medan von Bülow repeterade en konsert tog Wagner och Cosima en lång taxiresa genom Berlin och förklarade sina känslor för varandra: "med tårar och snyftningar", skrev Wagner senare, "beseglade vi vår bekännelse till att endast tillhöra varandra".

## Livet med Richard Wagner

### München och Tribschen

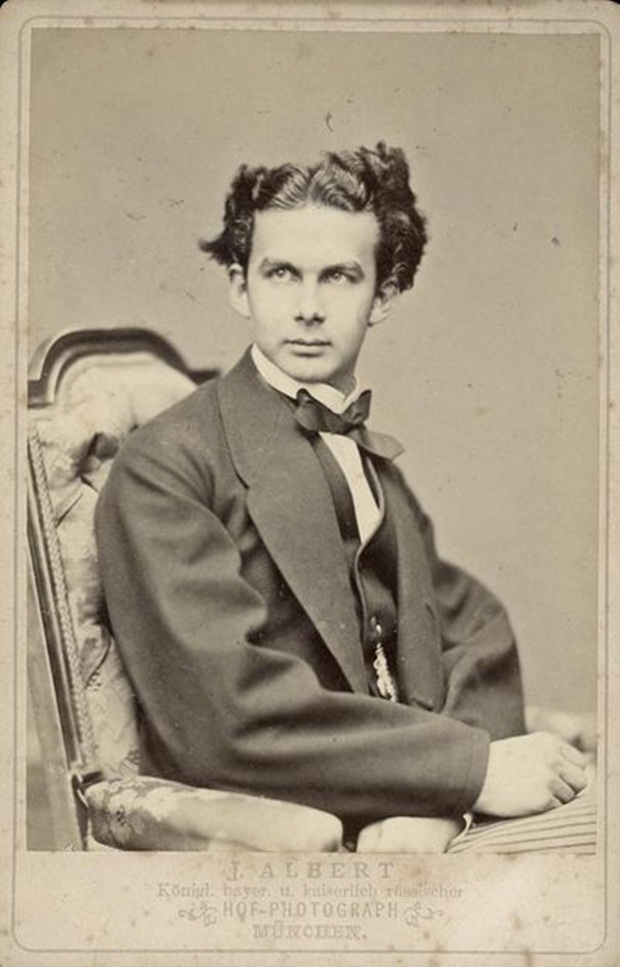
Kung Ludvig II av Bayern, ca 1870

År 1864 förändrades Wagners ekonomiska ställning av hans nya mecenat, den 18-årige kung Ludvig II av Bayern, som betalade kompositörens skulder och gav honom ett generöst årligt underhåll. Ludvig försåg också Wagner med en tillflyktsort vid sjön Starnberg och ett stort hus i München. På Wagners uppmaning accepterade von Bülow en tjänst som Ludvigs "kungliga pianist". Han och Cosima flyttade till München och skaffade sig ett hus i närheten av Wagners, till synes för att Cosima skulle kunna arbeta som kompositörens sekreterare. Från den 29 juni 1864 tillbringade Cosima mer än en vecka ensam med Wagner vid sjön Starnberg, innan von Bülow anslöt sig till dem den 7 juli. Enligt Wagners hushållerska Anna Mrazek "var det lätt att se att något var på gång mellan Frau Cosima och Richard Wagner". Mrazek sade att von Bülow senare under besöket fann sin hustru i Wagners sovrum, men att han ändå inte krävde någon förklaring, vare sig från Wagner eller från sin hustru. Nio månader efter detta besök, den 10 april 1865, födde Cosima dottern Isolde. von Bülows hängivenhet till Wagner var så stor att han accepterade barnet som sitt eget och registrerade henne som "den legitima dottern" till Hans och Cosima von Bülow. Wagner närvarade vid det katolska dopet den 24 april. Den 10 juni 1865 dirigerade von Bülow uruppförandet av Wagners Tristan och Isolde på Bayerska statsoperan.
Wagners roll vid kung Ludvigs hov blev kontroversiell. I synnerhet Ludvigs vana att hänvisa Wagners politiska idéer till sina ministrar oroade hovet. När Wagner krävde att både Ludvigs kabinettssekreterare och hans premiärminister skulle avskedas blev det ett ramaskri från allmänheten, och i december 1865 uppmanade Ludvig motvilligt Wagner att lämna Bayern. Kungen drog dock inte tillbaka sitt beskydd eller ekonomiska stöd. Efter några månaders kringflackande anlände Wagner i mars 1866 till Genève, där Cosima anslöt sig till honom. De reste tillsammans till Luzern där de hittade ett stort hus vid sjön, Villa Tribschen. Wagner vidtog omedelbart åtgärder för att hyra huset, på kungens bekostnad, och den 15 april installerade han sig i sitt nya hem.

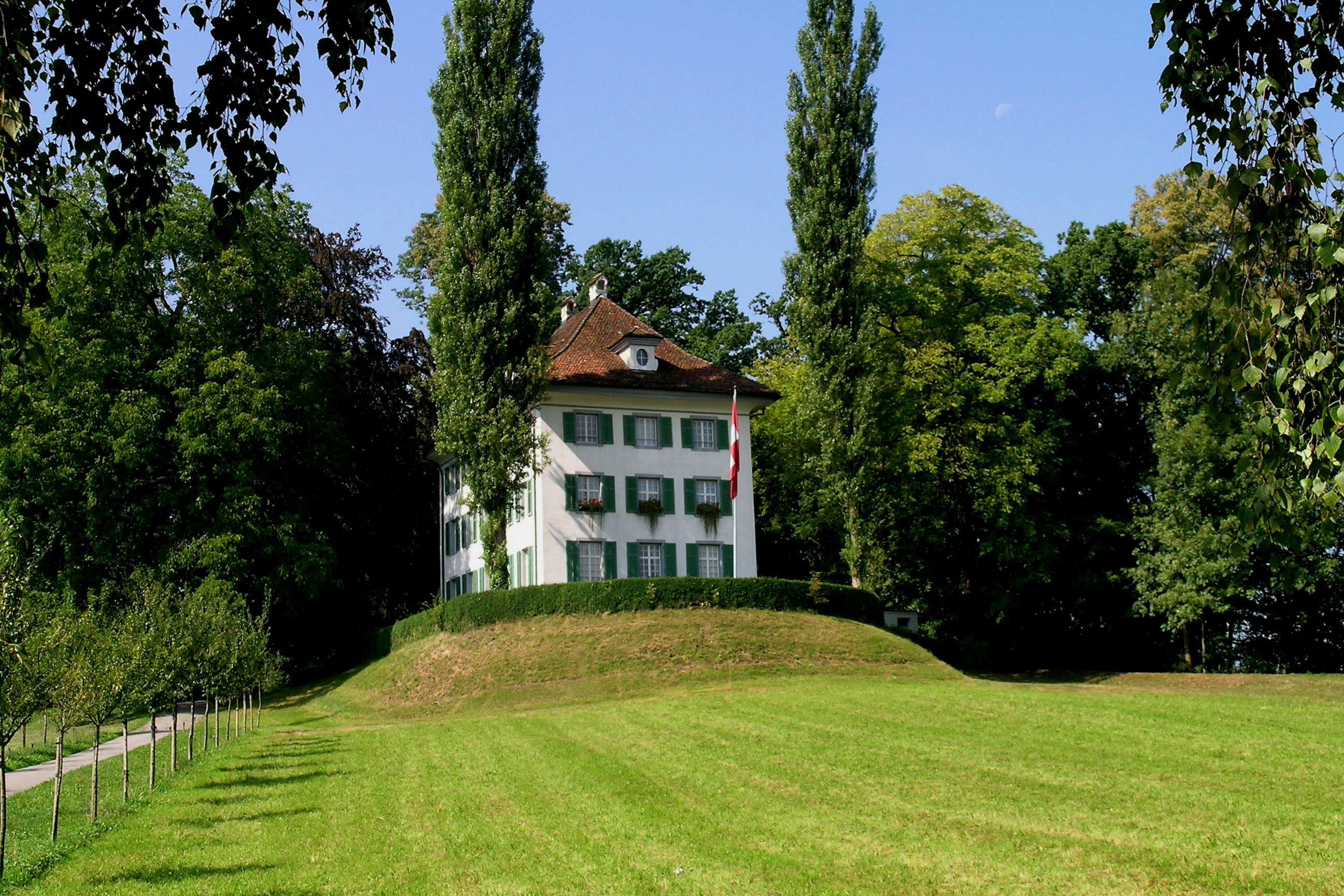
Villan i Tribschen, Wagners hem i Schweiz mellan 1866 och 1872

Omedelbart efter undertecknandet av hyreskontraktet bjöd Wagner in familjen von Bülow och deras barn att bo hos honom. De tillbringade sommaren där och återvände en kort tid till München innan von Bülow reste till Basel medan Cosima återvände till Tribschen. Vid det här laget förstod von Bülow sin hustrus förhållande till Wagner. Han skrev till en vän att "sedan februari 1865 hyste jag absolut inga tvivel om att situationen var ytterst egendomlig". Wagner, som var angelägen om att undvika att blanda in Cosima i en offentlig skandal, lurade Ludvig att utfärda ett uttalande i juni 1866 som förklarade att makarna von Bülows äktenskap var obrutet heligt och lovade vedergällning för dem som vågade föreslå något annat.  Vid den här tiden var Cosima gravid med sitt andra barn med Wagner. Dottern Eva föddes i Tribschen den 17 februari 1867. Genom allt detta behöll von Bülow sin hängivenhet till Wagners musik. Han hade utnämnts till musikdirektör vid operan i München och kastade sig in i förberedelserna inför premiären av Mästersångarna i Nürnberg. Detta skedde den 21 juni 1868 under hans ledning och blev en stor framgång. Kort därefter återförenades Cosima med Wagner i Tribschen. Wagner förklarade för kungen att hon inte kunde uthärda de förolämpningar som hon ständigt utsattes för i München och att hon ville fly från världen.

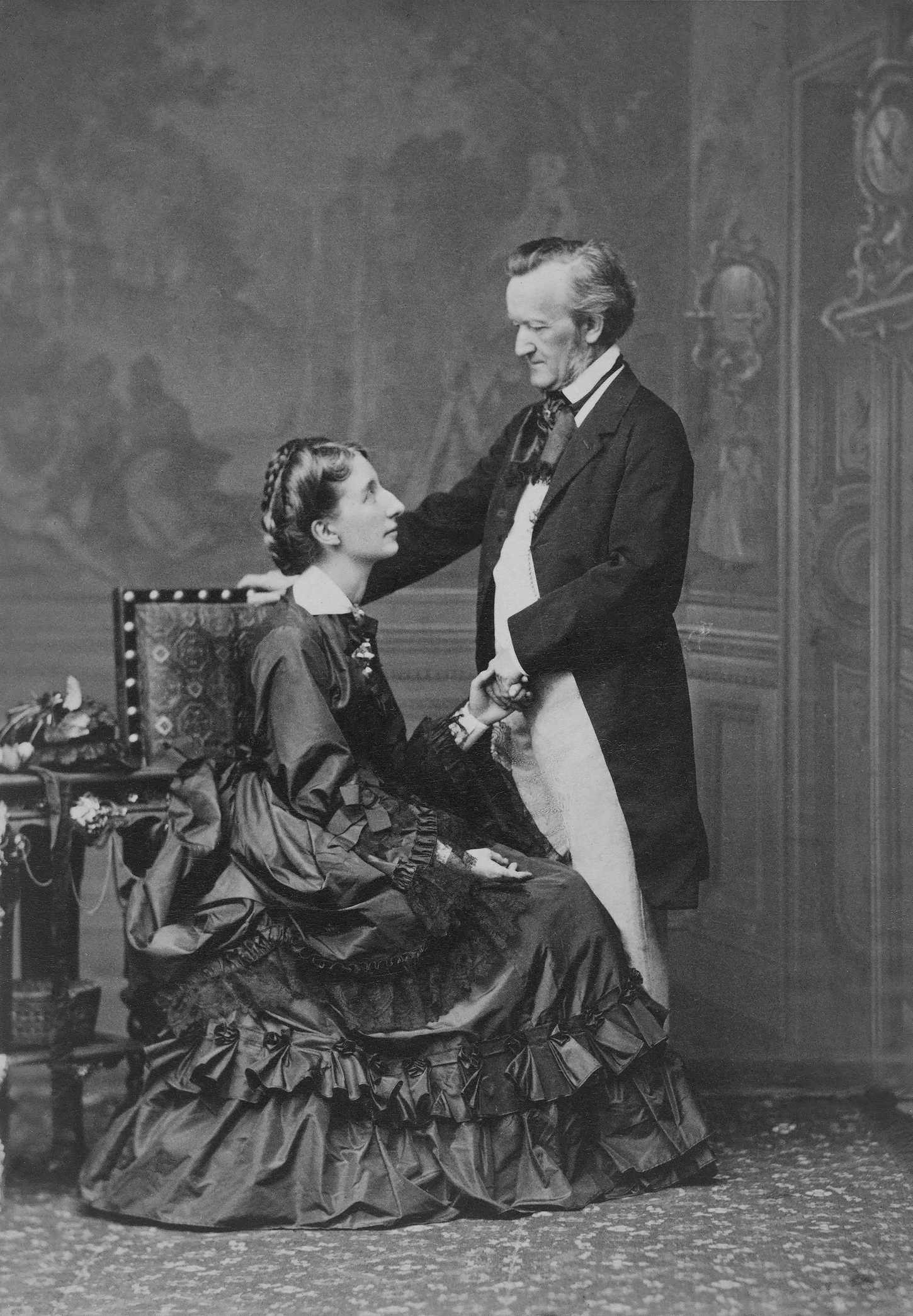
Richard och Cosima Wagner, fotograferade 1872

I oktober 1868 ansökte Cosima om skilsmässa hos sin man, vilket han till en början inte gick med på. För skeptiska bekanta förklarade han hennes frånvaro från familjen von Bülows hem med ett förmodat besök hos hennes halvsyster i Versailles. I juni 1869, omedelbart efter födelsen av hennes och Wagners tredje och sista barn Siegfried, skrev Cosima till von Bülow i vad hon kallade ett "sista försök till förståelse". Hans svar var försonligt; Han skrev: "Du har föredragit att helga ditt hjärtas och sinnets skatter till ett högre väsen: långt ifrån att klandra dig för detta steg, godkänner jag det." Rättsprocesser förlängde äktenskapet till den 18 juli 1870, då skilsmässan slutligen godkändes av en domstol i Berlin. Efter skilsmässan tog von Bülow avstånd från både Wagner och Cosima. Han talade aldrig mer med Wagner, och det dröjde 11 år innan hans nästa möte med Cosima.
Wagner och Cosima gifte sig i Luzern den 25 augusti 1870 i en protestantisk kyrka. I Cosimas dagbok för den dagen står det: "Må jag vara värdig att bära R:s namn!" Liszt informerades inte i förväg om bröllopet och fick reda på det först genom tidningarna. Året slutade på topp för Wagners: den 25 december, den dag då Cosima alltid firade sin födelsedag trots att hon var född den 24 december, vaknade hon till ljudet av musik. Hon mindes händelsen i sin dagbok: "... Musik ljöd, och vilken musik! Efter att den hade dött bort, R ... satte i mina händer partituret till hans "Symfonisk födelsedagshälsning". ... R hade satt upp sin orkester på trappan och på så sätt helgat vårt Tribschen för alltid!" Detta var uruppförandet av den musik som blev känd som Siegfried-Idyll.

### Bayreuth

#### Byggandet avFestspielhaus
Wagners bedrägeri över sitt förhållande med Cosima hade allvarligt skadat hans anseende hos Ludvig. Saken förvärrades av att kungen, trots Wagners invändningar, insisterade på att uruppförandet av de två fullbordade Ringoperorna, Rhenguldet och Valkyrian, skulle ges på en gång i München, i stället för som en del av en fullständig Ring-cykel någon gång i framtiden på en plats som Wagner valde. Till Wagners förtret ägde dessa premiärer rum under Franz Wüllners ledning den 22 september 1869 respektive den 26 juni 1870. Behovet av en egen teater och full konstnärlig kontroll stod nu klart för Wagner. Den 5 mars 1870 rådde Cosima honom, enligt hennes dagbok, att "slå upp artikeln om Baireuth [sic] i uppslagsverket". Wagner kände till staden från ett kort besök han hade gjort där 1835. Han lockades av dess centrala läge och av dess lugna icke-mode. När han och Cosima besökte staden i april 1871 bestämde de sig genast för att de skulle bygga sin teater där och att staden skulle bli deras framtida hem.

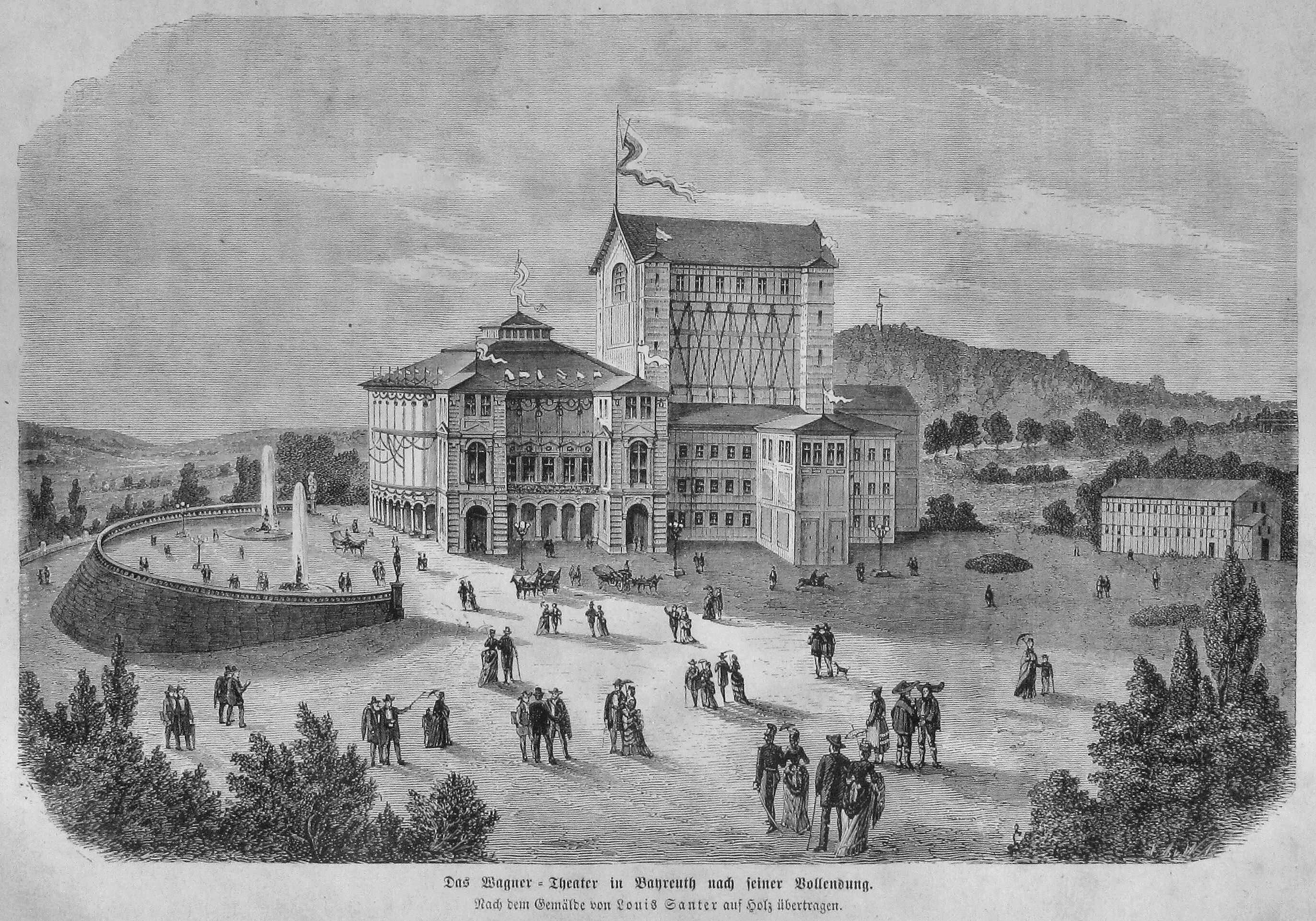
Bayreuther Festspielhaus, som det såg ut 1873

Wagner tillkännagav den första festspelen i Bayreuth 1873, där hans fullständiga Ringcykel skulle framföras. Medvetna om den ära som en sådan händelse skulle medföra för staden, donerade kommunfullmäktige en stor tomt – "Gröna kullen" – med utsikt över staden, som en plats för teatern. Eftersom Ludvig hade avböjt att finansiera projektet försenades byggstarten och det föreslagna datumet för den första festivalen sköts upp. Våren 1873 hade endast en tredjedel av de nödvändiga medlen samlats in; Ytterligare vädjanden till Ludvig ignorerades till en början, men i början av 1874, när hela projektet var på gränsen till kollaps, gav kungen med sig och gav ett lån. I det fullständiga byggnadsprogrammet ingick en vacker villa, "Wahnfried", som Wagner tillsammans med Cosima och barnen flyttade in i från sin tillfälliga bostad den 18 april 1874. Teatern stod klar 1875 och festivalen var planerad till året därpå. I en kommentar till kampen för att färdigställa byggnaden sa Wagner till Cosima: "Varje sten är röd av mitt och ditt blod".
Under denna period erkände Cosima för Liszt, som hade tagit Lägre vigningarna inom den katolska kyrkan, att hon hade för avsikt att konvertera till protestantismen. Hennes motiv kan ha varit mer en önskan att förbli solidarisk med Wagner än av religiös övertygelse. Hilmes hävdar att "Cosima i hjärtat förblev en pietistisk katolik fram till sin död". Den 31 oktober 1872 mottog Cosima sitt första protestantiska nattvard tillsammans med Wagner: "ett djupt rörande tillfälle ... Vilken underbar sak religion är! Vilken annan makt skulle kunna framkalla sådana känslor!"

#### Första Festspelen
I mars 1876 befann sig Cosima och Wagner i Berlin när de fick veta att Marie d'Agoult hade dött i Paris. Cosima, som inte kunde närvara vid begravningen, uttryckte sina känslor i ett brev till dottern Daniela: "Det finns inget mer för mig att göra, förutom att sörja den kvinna som förde mig till världen".
Från juni och framåt består Cosimas dagboksanteckningar nästan uteslutande av kommentarer till det kommande Festspelens repetitioner, ibland varmt gillande, ofta kritiska och ängsliga; till exempel tyckte hon att kostymerna "genomgående påminde om röda indianhövdingar ... alla tecken på provinsiell smaklöshet". Från början av augusti 1876 började framstående gäster sammanstråla i staden; Ludvig, som var inkognito, deltog i de sista generalrepetitionerna mellan den 6 och 9 augusti, men lämnade sedan staden och dök upp igen i tid för att närvara vid Festspelens sista föreställningar. Bland andra kungliga besökare fanns den tyske kejsaren Vilhelm I, kejsar Dom Pedro II av Brasilien och en rad prinsar och storhertigar från de europeiska kungafamiljerna. Många av Europas främsta tonsättare kom: Bruckner, Tjajkovskij, Saint-Saëns och Cosimas far Liszt, som höll hov i Wahnfried bland de framstående personer som samlades där. I Bayreuth fanns också Wagners nuvarande älskarinna, Judith Gautier. Det är osannolikt att Cosima kände till affären vid denna tidpunkt, även om hon kan ha hyst en viss misstänksamhet. Cosimas uppträdande som festivalens värdinna beskrevs av en ung amerikansk besökare i översvallande ordalag: "Mme Wagner är ytterst älskvärd och älskvärd ... en magnifik kvinna, en perfekt drottning ..."
Festspelen började den 13 augusti och pågick till den 30 augusti. Den bestod av tre hela Ringcykler, alla under ledning av dirigenten Hans Richter. Efteråt varierade de kritiska reaktionerna mellan den norske tonsättaren Edvard Griegs, som ansåg att hela verket var "gudomligt komponerat", och den franska tidningen Le Figaro, som kallade musiken "en galnings dröm". Wagner själv var långt ifrån nöjd; I ett brev till Ludvig fördömde han sångarna Albert Niemann och Franz Betz som "teatraliska parasiter" och klagade över att Richter inte hade fått till ett enda tempo. Några månader senare, skriver Cosima, var hans inställning till produktionerna "Aldrig mer, aldrig mer!".

#### Parsifal
Efter att Festspelen avslutats och gästerna lämnat landet reste Wagner och Cosima med barnen till Venedig, där de stannade till december. Festspelen hade samlat på sig ett stort ekonomiskt underskott; Detta, och Wagners djupa konstnärliga missnöje, uteslöt möjligheten till en upprepning inom en snar framtid. Wagners humör var sådant att han allvarligt övervägde att ge upp hela Bayreuthprojektet. Han distraherades från sådana tankar genom en inbjudan att dirigera en serie konserter i London. Han och Cosima lämnade barnen bakom sig och njöt av en två månader lång semester i England där Cosima bland annat träffade författaren George Eliot, poeten Robert Browning och målaren Edward Burne-Jones (som gjorde ett antal skisser av Cosima som inte gav upphov till någon färdig målning). Den 17 maj togs paret Wagner emot av drottning Victoria på Windsor Castle.

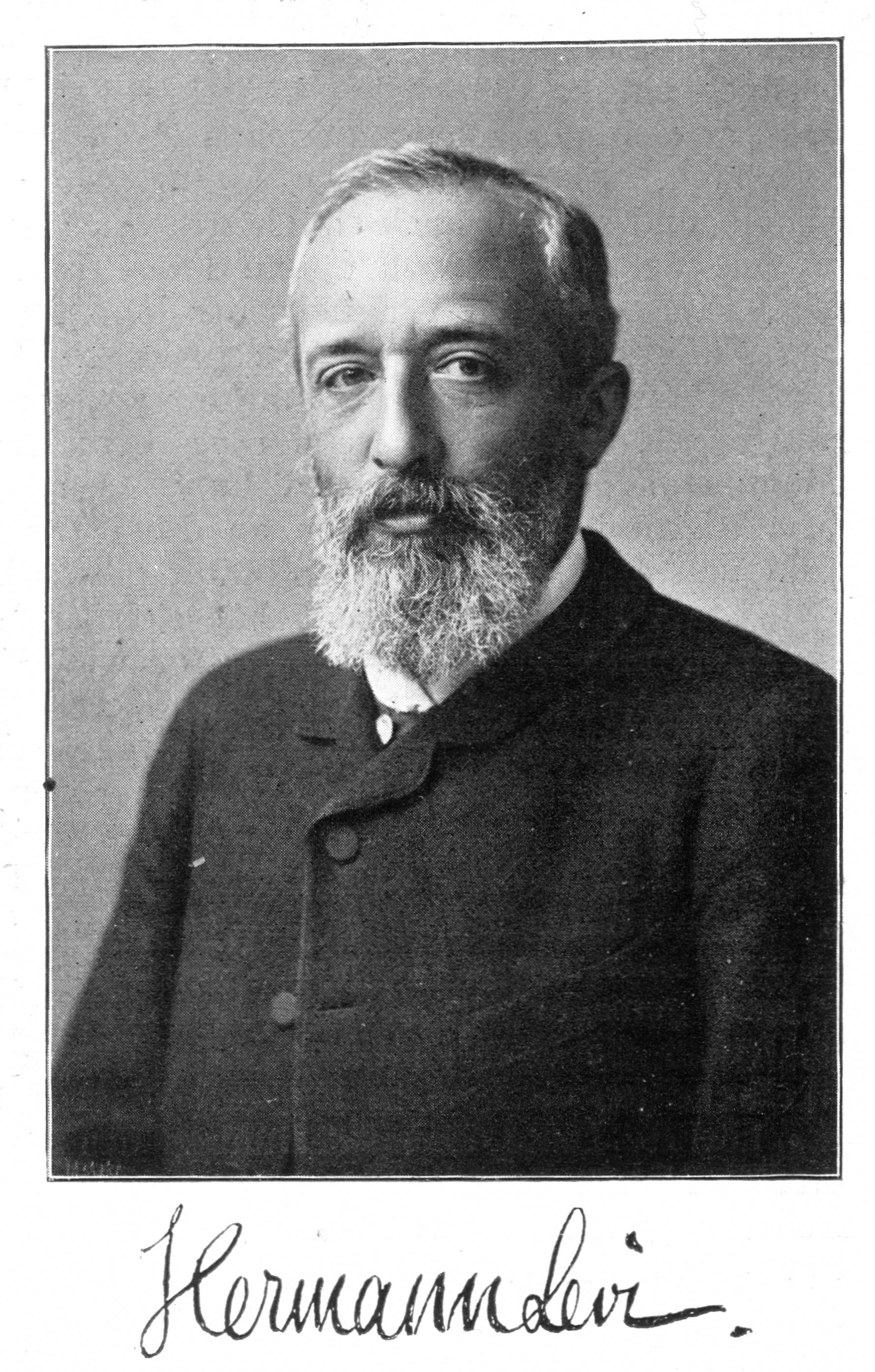
Dirigenten Hermann Levi, som ledde uruppförandet av Wagners sista opera Parsifal 1882

Den engelska turnén inbringade inte mycket pengar, men Wagner blev på bättre humör. Vid sin återkomst påbörjade han arbetet med vad som skulle visa sig bli hans sista scenverk, Parsifal, ett projekt som skulle sysselsätta honom under större delen av de kommande fem åren. Cosimas inflytande var så stort att Wagner hävdade att han inte skulle ha skrivit en enda anteckning till om hon inte hade varit där. När Festspelens fordringsägare började pressa på för att få betalt, övertalade Cosimas personliga vädjan till Ludvig 1878 kungen att ge ett lån för att betala av den utestående skulden och öppna dörren för en andra Festspel i Bayreuth. Till Cosimas födelsedag den 25 december 1878 hyrde Wagner in en orkester för att spela det nykomponerade preludiet till Parsifal. I konserten ingick även Siegfriedidyllen; Cosima skrev efteråt: "Där står han som har framkallat dessa under, och han älskar mig. Han älskar mig!".
Arbetet med Parsifal hindrades av Wagners återkommande ohälsa, men i slutet av 1880 utlyste han nästa Festspel 1882, som helt skulle ägnas åt det nya verket. Wagner lyckades få Ludvig att gå med på att Parsifal skulle sättas upp exklusivt i Bayreuth, men i gengäld krävde Ludvig att hans nuvarande kapellmästare i München, Hermann Levi, skulle dirigera Festspelen. Wagner invände på grund av Levis judiska tro; Parsifal, menade han, var en "kristen" opera. Både han och Cosima var våldsamma antisemiter; Hilmes förmodar att Cosima ärvde detta i sin ungdom från sin far och från Carolyne zu Sayn-Wittgenstein, troligen från Madame Patersi och, lite senare, från Bülow, "en antisemit av första ordningen". Cosimas antisemitism var alltså äldre än hennes samröre med Wagner, även om Marek noterar att han närde den hos henne, till den grad att nedsättande hänvisningar till judar i genomsnitt förekommer på var fjärde sida i hennes 5 000-sidiga dagbok. Musikforskaren Eric Werner hävdar att Wagners antisemitism delvis härrörde från hans ursprungliga revolutionära filosofi; Som lärjunge till Proudhon betraktade han judendomen som "förkroppsligandet av ägandet, av den monopolistiska kapitalismen". Cosimas hade ingen sådan grund, och medan Wagner behöll en förmåga att revidera sina åsikter på grundval av sina erfarenheter, var Cosimas antisemitism visceral och förblev oförändrad. Cosima skrev ner Levis förvåning när han fick veta att han hade blivit utsedd. Ludvig insisterade på att utnämningen, trots Wagners invändningar, skulle stå fast. Levi skulle senare etablera sig som den högste dirigenten för verket, som av kritikerna ansågs vara "bortom beröm".
Vid de andra Festspelen i Bayreuth framfördes Parsifal 16 gånger. Vid den sista föreställningen den 29 augusti dirigerade Wagner själv slutscenen. Cosima skrev efteråt om hur annorlunda orkestern och sångarna lät under Wagner. På det hela taget var hon och Wagner helt nöjda med resultatet av Festspelen, som till skillnad från sin föregångare hade gjort en rejäl vinst: "Inte en enda gång avtog andan av slit och hängivenhet från konstnärernas sida ... Jag tror att man kan vara nöjd". En dissidentröst var Friedrich Nietzsche, en gång en hängiven vän till Wagner men på senare tid en hård kritiker. Nietzsche betraktade Parsifal som en styggelse som Cosima var ansvarig för; hon hade korrumperat Wagner.

#### Venedig och Wagners död

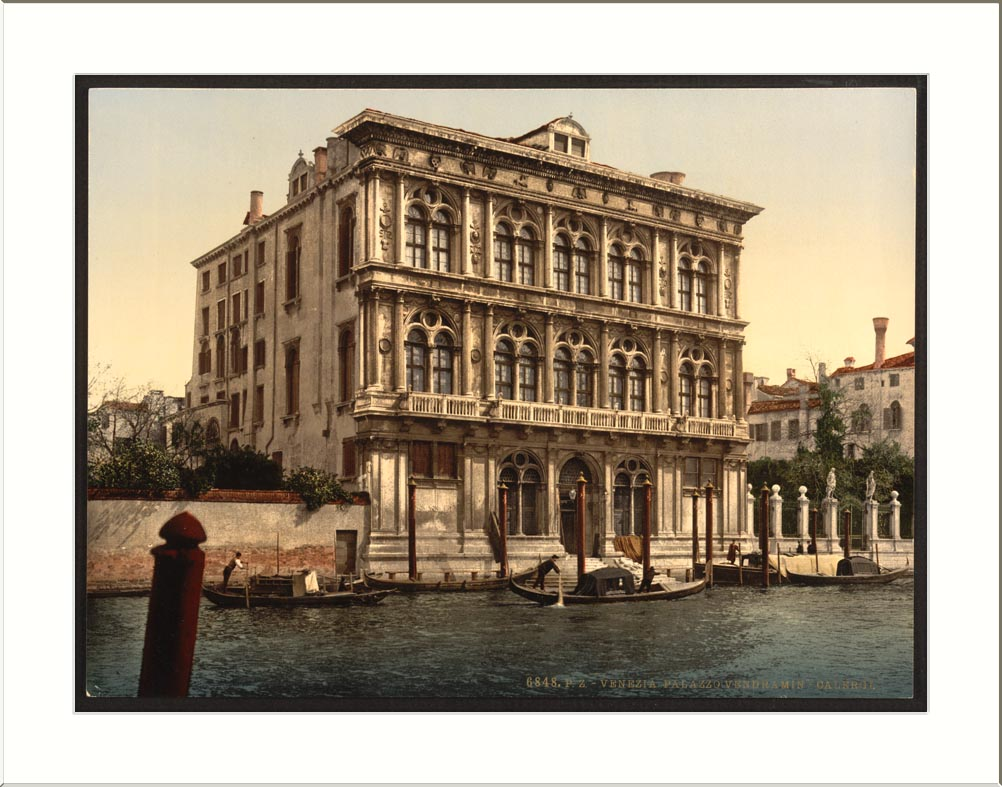
Palazzo Vendramin Calergi, Venedig, där Wagner dog den 13 februari 1883

Efter Festspelens slut gav sig familjen Wagner av för en längre vistelse i Venedig. För att rymma det stora sällskapet av barn, tjänare och väntade gäster hyrde de en rymlig lägenhet i Palazzo Vendramin Calergi, med utsikt över Canal Grande. Det största bekymret under höst- och vintermånaderna var Wagners sviktande hälsa; Hans hjärtspasmer hade blivit så vanliga att Cosima den 16 november 1882 skrev: "I dag hade han ingen spasm!". I Cosimas dagboksanteckning från den 12 februari 1883 – den sista hon skulle göra – läser Wagner Fouqués roman Undine och spelar Rhendöttrarnas klagosång från Rhenguldet på piano. Det har dock påståtts att en underliggande orsak till inhemska friktioner kan ha dykt upp när det gäller Carrie Pringle, en engelsk sopran från Parsifal-ensemblen som kan ha ryktats ha en affär med Wagner. Enligt dottern Isolde, som mindes händelsen långt senare, ledde misstankarna om Pringle till ett ursinnigt gräl mellan Cosima och Wagner på morgonen den 13 februari. Det finns inga bevis för en affär mellan Wagner och Pringle, och Isoldes berättelse om ett gräl stöds inte heller av några andra vittnesmål. Vid middagstid samma dag drabbades Wagner av en dödlig hjärtattack och han dog mitt på eftermiddagen.
Cosima satt med Wagners kropp i mer än 24 timmar och vägrade någon förfriskning eller andrum. I ett brev till Malwida von Meysenbug av den 22 februari 1883 ger Paul von Joukowsky följande skildring av Wagners dödsstund:
| ” | Hon var ensam med honom hela den första dagen och den första natten. Sedan lyckades läkaren föra henne till ett annat rum. Sedan dess har jag inte sett henne, kommer aldrig att få se henne, ty ingen kommer att se henne, utom barnen och Gross med fru, han är förmyndare. Hon kommer att i husets övre rum enbart leva för hans minne och sina barn; det övriga i livet har upphört för hennes del. Skriv därför bara till barnen, ty hon kommer inte längre att läsa några brev. Då hennes innerligaste önskan inte gick i uppfyllelse, att få dö med honom, så kommer hon åtminstone att vara död för alla övriga och föra det liv som är det enda som passar henne, en nunnas, men kommer också att vara en himmelsk, ständig tröst för sina barn. Det är stort och helt som allt var hon har gjort... | „ |

Under den två dagar långa balsameringsprocessen satt Cosima med kroppen så ofta som möjligt, till sina barns förfäran. Hon bad också sina döttrar att klippa hennes hår, som sedan syddes in i en kudde och placerades på Wagners bröst. Den 16 februari påbörjades resan tillbaka till Bayreuth och söndagen den 18 februari gick kortegen vidare till Wahnfried, där Wagner efter en kort gudstjänst begravdes i trädgården. Cosima stannade kvar i huset tills ceremonierna var över. Enligt hennes dotter Daniela gick hon sedan till graven "och lade sig länge på kistan tills Fidi (Siegfried) gick för att hämta henne". Efteråt stängde hon in sig i avskildhet i flera månader och träffade knappt ens sina barn, som hon kommunicerade med främst genom skrivna lappar. Bland många meddelanden fick hon ett telegram från Bülow: "Soeur il faut vivre" ("Syster, det är nödvändigt att leva").

## Bayreuths härskarinna

### Interregnum

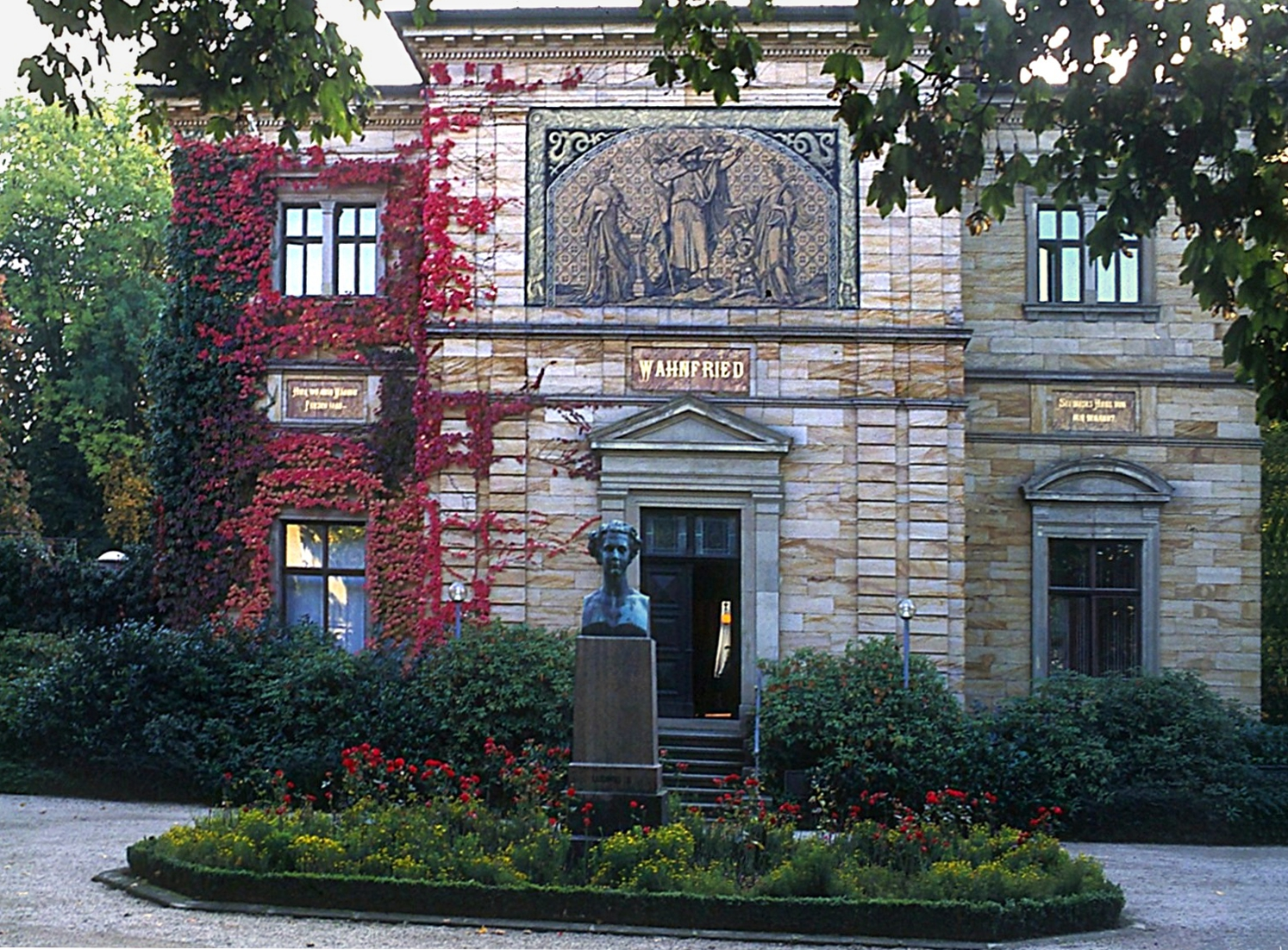
Wahnfried, där Cosima förblev i avskildhet under månaderna efter Wagners död

Wagner hade varken efterlämnat något testamente eller instruktion om hur Festspelen i Bayreuth skulle skötas efter hans död.Han hade skrivit om framtiden: "Jag ... kan inte komma på en enda person som skulle kunna säga vad jag tror behöver sägas ... det finns praktiskt taget ingen vars omdöme jag kan lita på". Festspelens osäkra framtidsutsikter förvärrades av att Cosima totalt drog sig tillbaka från all kontakt med andra än sina döttrar och sin vän och rådgivare Adolf von Groß. Utan Cosimas medverkan genomfördes 1883 års festival, som Wagner hade planerat – 12 föreställningar av Parsifal – med Emil Scaria (som sjöng rollen som Gurnemanz i operan) som konstnärlig ledare. Ensemblen var i stort sett densamma som 1882 och Levi stannade kvar som dirigent.
Vid slutet av Festspelen fick Cosima en lång, kritisk promemoria från en okänd observatör, som belyste många avvikelser från Wagners anvisningar. Detta, säger Marek, visade sig vara en avgörande faktor för att bestämma hennes framtida livsuppgift: att bevara Wagners kulturarvsskapelser genom att bevara hans tolkningar. I sin avskildhet fick Cosima reda på en misslyckad plan som Julius Kniese, festspelens kormästare, hade planerat, enligt vilken Liszt skulle ta på sig rollen som musikdirektör och von Bülow bli chefdirigent. Varken Liszt eller von Bülow var intresserade av detta arrangemang, och planen dog. Med Groß hjälp föregrep Cosima alla ytterligare försök från utomstående att ta kontroll över Wagners arv genom att få henne och Siegfried juridiskt erkända som ensamma arvingar till all Wagners egendom, fysisk och intellektuell. På detta sätt skaffade hon sig ett oantastligt övertag över alla andra anspråk på riktningen för festivalens framtid.

### Total kontroll
År 1885 meddelade Cosima att hon skulle leda Festspelen 1886. Hennes tid som direktör för Bayreuth varade i 22 år, fram till 1907. Under den tiden övervakade hon 13 Festspel, och genom att gradvis utöka repertoaren etablerade hon "Bayreuthkanon" med tio mogna Wagnerverk. Hennes triumvirat av dirigenter – Levi, Richter och Felix Mottl – delade den musikaliska ledningen fram till 1894, då Levi gav sig av. Richter och Mottl tjänstgjorde under alla Cosimas år, tillsammans med flera av den tidens ledande dirigenter, även om von Bülow motsatte sig alla erbjudanden om att delta. Under sitt långa förvaltarskap övervann Cosima farhågorna hos de hårdföra wagner-mecenaterna, som ansåg att Wagners verk inte skulle anförtros en icke-tysk. Under hennes ledning gick Festspelen från en osäker ekonomisk grund till ett blomstrande affärsföretag som gav familjen Wagner stora rikedomar.

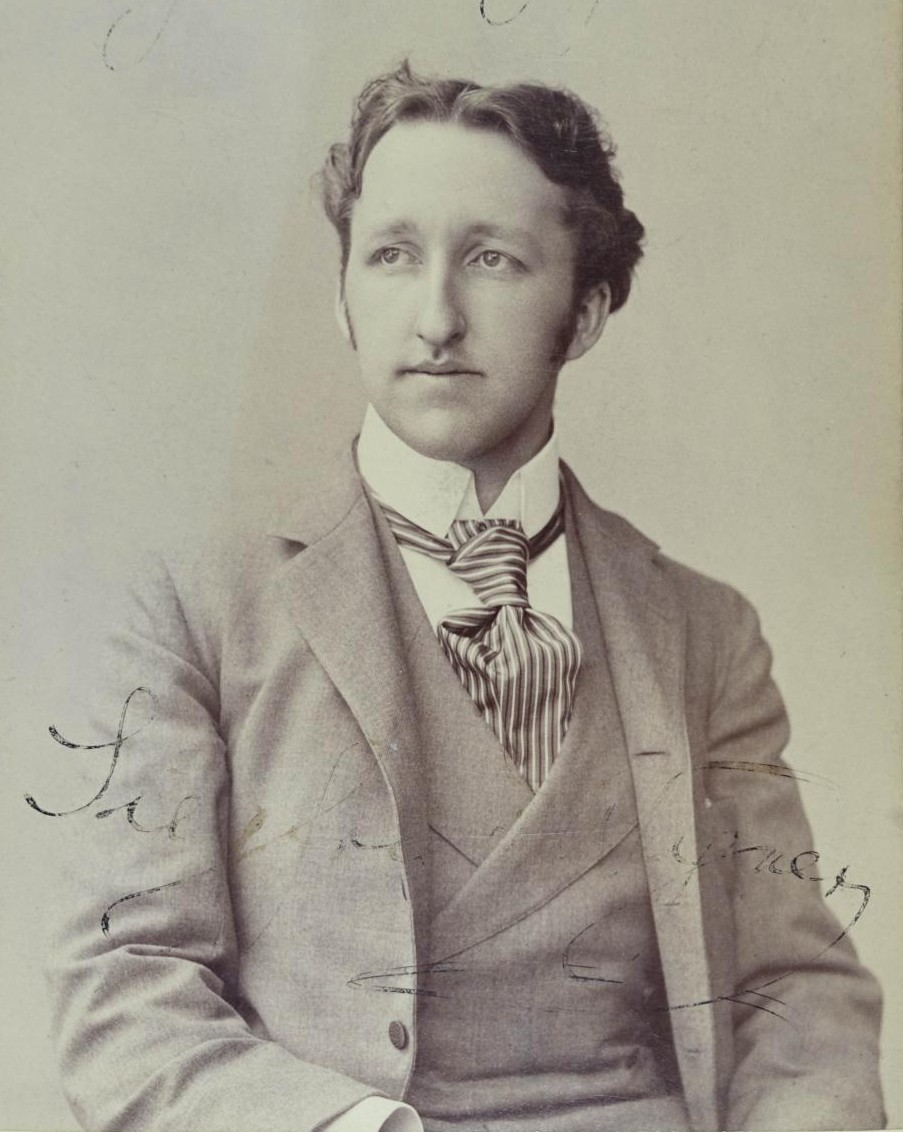
Siegfried Wagner, Cosimas son och så småningom efterträdare som festivalchef, debuterade som dirigent i Bayreuth 1896

Även om Festspelens historiker Frederic Spotts menar att Cosima var mer kreativ än hon låtsades vara, var det primära syftet med alla hennes produktioner att följa instruktionerna och återspegla mästarens önskemål: "Det finns inget kvar för oss här att skapa, utan bara att fullända i detalj". Denna politik väckte kritik bland annat från Bernard Shaw, som 1889 hånade Cosima som "den främste minnesmärkaren". Shaw föraktade tanken på att Wagners önskemål bäst representerades genom att han slaviskt kopierade de föreställningar han hade bevittnat för all framtid. Tio år senare framhöll Shaw som ett kännetecken för "Bayreuth-stilen" den "outhärdligt gammalmodiga traditionen med halvt retoriska, halvt historisk-bildmässiga attityder och gester" och den karakteristiska sången, "ibland acceptabel, ibland avskyvärd". Musikens underordnande under text, diktion och karaktärsskildring var ett utmärkande drag för Bayreuth-stilen; Cosima, enligt Spotts, förvandlade principen om tydligt uttal till "en fetisch ... Den resulterande hårda deklamatoriska stilen kom att förlöjligas som ... den ökända Bayreuth-barken".
Parsifal visades tillsammans med andra verk på alla Cosimas Festspel utom 1896, som ägnades åt ett återupplivande av Ringcykeln. År 1886, under hennes första år som chef, lade hon till Tristan och Isolde i kanon. Mitt i Festspelens liv och rörelse vägrade Cosima att låta sig distraheras av sin fars sjukdom, som kollapsade efter att ha sett en föreställning av Tristan och dog några dagar senare. Cosima övervakade sin fars begravning och begravningsarrangemang, men vägrade att delta i en minneskonsert eller någon öppen minnesceremoni. Enligt Liszts elev Felix Weingartner "var Liszts bortgång inte av tillräcklig betydelse för att fördunkla festens glans, ens för ett ögonblick".
Mästersångarna tillkom 1888, Tannhäuser 1891, Lohengrin 1894 och Den flygande holländaren 1901. Efter Festspelen 1894 avgick Levi, och åren av arbete i en antisemitisk atmosfär hade äntligen fått effekt. Vid Festspelen 1896 gjorde Siegfried sin debut som dirigent i Bayreuth i en av de fem Ringcyklerna. Han förblev en av Bayreuths regelbundna dirigenter under återstoden av Cosimas ämbetstid.

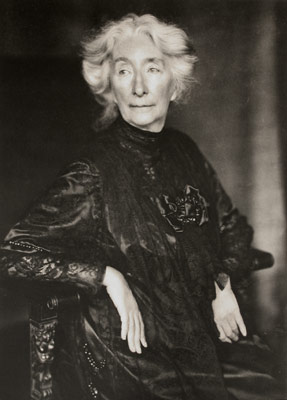
Cosima Wagner 1906

I likhet med Wagner var Cosima villig att lägga sina antisemitiska fördomar på hyllan till förmån för Bayreuth, till den grad att hon fortsatte att anställa Levi, för vilken hon utvecklade en betydande konstnärlig respekt. Men hon underminerade honom ofta bakom hans rygg i privata brev och tillät sina barn att härma och håna honom. Cosima uttryckte för Weingartner åsikten att "mellan ariskt och semitiskt blod kunde det inte finnas något som helst band". I enlighet med denna lära ville hon inte bjuda in Gustav Mahler (född jude men konvertit till katolicismen) att dirigera i Bayreuth, även om hon ofta tog hans råd i konstnärliga frågor.
Cosima var fast besluten att bevara Bayreuths ensamrätt, som Ludvig erkände, att uppföra Parsifal. Efter Ludvigs död 1886 utmanades denna rätt under en kort tid av hans efterträdare, ett försök som snabbt besegrades av Cosima med hjälp av Groß. Ett allvarligare hot kom från de tyska upphovsrättslagarna, som endast skyddade verk i 30 år efter upphovsmannens död. Således skulle Parsifal förlora sitt skydd 1913 oavsett någon överenskommelse med den bayerska domstolen. I förväg försökte Cosima 1901 få den period för upphovsrättsligt skydd som lagen skulle gälla till 50 år. Hon lobbade outtröttligt för riksdagsledamöterna och försäkrades av kejsar Vilhelm II om hans stöd. Dessa ansträngningar ledde inte till någon lagändring. År 1903 utnyttjade Heinrich Conried från New York Metropolitan Opera att han skulle sätta upp Parsifal senare samma år. Cosima blev rasande, men hennes försök att hindra honom var förgäves. Den första av 11 föreställningar ägde rum den 24 december 1903. Företaget blev en populär och kritisk framgång, även om det enligt Cosima var en "våldtäkt"; hennes fientlighet mot Metropoliten varade under resten av hennes liv.
I början av det nya århundradet hade tre av Cosimas döttrar gift sig: Blandina med greve Biagio Gravina i slutet av Festspelen 1882, Daniela med konsthistorikern Henry Thode den 3 juli 1886, och Isolde, Cosimas första barn med Wagner, som gifte sig med en ung dirigent, Franz Beidler, den 20 december 1900. Den yngsta dottern Eva avvisade många friare för att förbli sin mors sekreterare och följeslagare under resten av Cosimas ämbetstid.

#### Bevarandet av Wagners verk
Under hennes ledning och i Richard Wagners anda skulle hans verk bevaras i Bayreuth i exemplariska framföranden. Hon lyckades med detta med stor framgång, särskilt som kopior av dessa "provföreställningar" inklusive scenografierna presenterades av Angelo Neumann i olika länder vid den tiden. Cosimas konstnärliga känslighet lovordades bland annat av Parsifals assistent Engelbert Humperdinck och dirigent Hermann Levi. Å andra sidan fanns det kritik. Anklagelsen gick ut på att hon blockerade förändringen, att hon bara genomdrev "mästarens", sin avlidne makes, ord och förmodade vilja med dogmatisk stränghet. Hon beskrevs som "Graalens väktare" av hans arv, även om Richard Wagner själv hade önskat sig en traditionsbunden föreställningspraxis.
I hennes idé om den ideala Wagnersången var textens begriplighet viktigare än det lyriska uttrycket. Det krävdes ett maximalt dramatiskt uttryck, liksom en högljudd och kraftfull deklamation, också för att kunna överrösta orkestern. Enligt henne var manér som tremolo eller portamento endast tillåtna om partituret uttryckligen krävde det. Hon fick stöd i sina framträdanden av festivalens musikaliske ledare Julius Kniese. Sångarna instämde bara delvis i hennes instruktioner. I synnerhet internationellt respekterade pionjärer inom Wagnersången, såsom Lilli Lehmann, Marianne Brandt och Hermann Winkelmann, ville gå andra vägar. Ernst Kraus avvisade av princip repetitionerna med Kniese, medan Alfred von Bary, som ansågs vara Knieses mönsterelev, också tolkade Cosima Wagners specifikationer mycket fritt. Otto Briesemeister lyckades behålla en rund ton trots den extrema deklamationen. Till exempel sjöng Wilhelm Grüning, Ernest van Dyck, Erik Schmedes, Alois Burgstaller, Hans Breuer, Theodor Bertram, Felix von Kraus, Adrienne Osborne, Ellen Gulbranson, Emilie Feuge-Gleiss och Josefine von Artner mer eller mindre inom specifikationerna.
Kritiker av Cosima Wagners konventionella registil förbisåg ofta det faktum att hon introducerade förändringar i föreställningspraxis runt sekelskiftet 1900. Det fanns nya scenografier för Tannhäuser baserade på design av Max Brückner, och Isadora Duncan, grundare av fridans, engagerades som designer av Bacchanalen i Tannhäuser. En del kritiker av Richard Wagners verk betraktades av henne som inkompetenta och underlägsna, eller som korrumperade av den "judiska konstnärsandan". På det hela taget började hon driva igenom en antijudisk "apartheidpolitik för hela festivalen" i Bayreuth.

#### Maktöverföring
Den 8 december 1906, efter att ha lett det årets Festspelen, drabbades Cosima av ett Adams-Stokes-anfall (en form av hjärtattack) när hon besökte sin vän prins Hohenlohe i Langenburg. I maj 1907 stod det klart att hennes hälsa var sådan att hon inte längre kunde fortsätta som chef i Bayreuth. Detta ansvar övergick nu till Siegfried, hennes sedan länge utsedde arvtagare. Tronföljden fullbordades mot en bakgrund av oenighet inom familjen. Beidler ansåg att han hade rättigheter, dels på grund av sin större erfarenhet av dirigering, dels på grund av att han och Isolde hade fått Wagners enda barnbarn, en son född i oktober 1901, som kunde etablera en dynastisk tronföljd. Beidlers påståenden avvisades av Cosima och Siegfried. Han dirigerade aldrig i Bayreuth igen, och sprickan mellan Beidlers och Cosima utvecklades med tiden till en stor familjefejd.

## Pensionering, nedgång och död
Cosima flyttade in i rum bakom Wahnfried, bort från husets dagliga liv, där hon tillbringade sina dagar omgiven av Wagners ägodelar och otaliga familjeporträtt. Även om Siegfried till en början diskuterade sina Festspelsplaner med henne, undvek hon Festspielhaus och nöjde sig med att läsa rapporter om uppsättningarna. Siegfried gjorde få förändringar i Wagners och Cosimas produktionstraditioner. Spotts skriver att "allt som hade lagts fram av hans föräldrar bevarades oförändrat på grund av en känsla av sträng plikt som son". Endast i frågor som de inte hade talat om var han beredd att använda sitt eget omdöme. Som ett resultat av detta förblev de ursprungliga Parsifal-dekorerna i bruk även när de var synligt sönderfallande; Cosimas och hennes döttrars åsikt var att inga förändringar någonsin skulle göras i scenografier "på vilka Mästarens öga hade vilat".

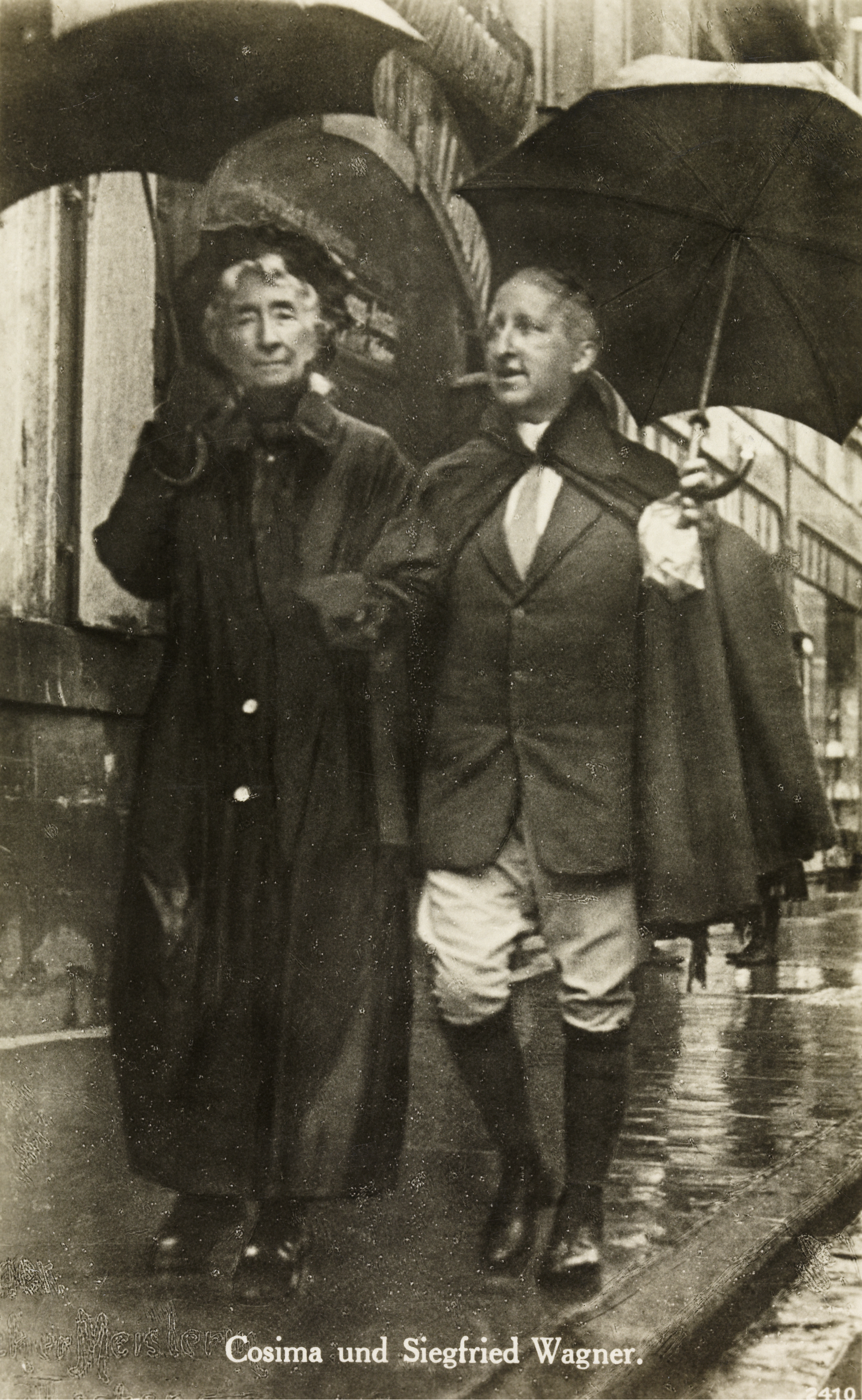
Cosima och sonen Siegfried Wagner på promenad i Bayreuth, ca 1929

I december 1908 gifte sig Eva, då 41 år, med Houston Stewart Chamberlain, en brittiskfödd historiker som hade antagit en fanatisk form av tysk nationalism baserad på principer om extrem raslig och kulturell renhet. Han hade känt Cosima sedan 1888, men hans samhörighet med Wagner sträckte sig tillbaka till 1882, då han hade bevistat uruppförandet av Parsifal. Han hade i tur och ordning uppvaktat Blandine och sedan Isolde, innan han bestämde sig för Eva. Cosima hade stor empati för hans teorier; Enligt Carr "kom hon att älska honom som sin son – kanske till och med mer". Chamberlain blev den dominerande figuren inom Wagnerkretsen och var till stor del ansvarig för Beidlers ökande främlingskap. Cosima kan ha varit omedveten om Isoldes försök till närmande, eftersom Eva och Chamberlain undanhöll Isoldes brev. År 1913 blev Isolde i praktiken arvlös när hon i ett rättsfall försökte hävda sin rätt som medarvinge till Wagners betydande förmögenheter, vilka hon förlorade. Efter detta drog hon sig tillbaka, och fram till sin död 1919 såg hon aldrig mer eller kommunicerade direkt med Cosima.
En lyckligare familjehändelse ur Cosimas synvinkel var Siegfrieds giftermål 1915 vid 46 års ålder med Winifred Williams, den 18-åriga fosterdottern till Karl Klindworth som hade varit vän med både Wagner och Liszt. När parets första son Wieland föddes den 5 januari 1917 firade Cosima genom att spela utdrag ur Siegfried-Idyll på Wagners piano.
Första världskrigets utbrott förkortade Festspelen 1914. Konflikten och de politiska och ekonomiska omvälvningar som följde på kriget stängde Festspielhaus fram till 1924. Planerna på att återuppta Festspelen sammanföll med ett uppsving för extrem nationalistisk politik i Tyskland. Adolf Hitler, en ivrig Wagner-beundrare, besökte Wahnfried första gången 1923, och även om han inte togs emot av Cosima blev han vän med familjen och var därefter en regelbunden besökare. Chamberlains, tillsammans med Winifred, blev entusiastiska medlemmar av nazistpartiet, och Festspelen 1924 blev ett öppet möte för partiet och dess ledande anhängare. Samma år avslutade Cosima, som då var 86 år, sin långa frånvaro från teatern genom att närvara vid generalrepetitionerna för Parsifal och se första akten vid öppningsföreställningen den 23 juli. Tenoren Lauritz Melchior mindes att Siegfried återvände från täta besök i ett litet galleri ovanför scenen och sade: "Mamma vill ha..."
År 1927, samma år som Cosima fyllde 90 år, sviktade hennes hälsa. Födelsedagen firades i Bayreuth genom att en gata namngavs till hennes ära, trots att hon inte visste om det. Familjen trodde att vetskapen om firandet skulle göra henne alltför upphetsad. Under sina sista år var hon praktiskt taget sängliggande, blev blind och var bara klar då och då. Hon avled, 92 år gammal, den 1 april 1930. Efter en begravningsgudstjänst i Wahnfried fördes hennes kropp till Coburg och kremerades. År 1977, 47 år efter hennes död, återfanns Cosimas urna i Coburg och begravdes tillsammans med Wagner i Wahnfrieds trädgård.

## Arv
Cosimas livsuppgift var att helt och hållet tjäna Wagner och hans verk. Med musikkritikern Eric Salzmans ord "underkastade hon sig med kropp och själ Mästaren". Under Wagners livstid uppfyllde hon detta syfte främst genom att i sin dagbok skriva ner alla aspekter av hans liv och idéer. Efter hans död övergavs dagboken; hon skulle hädanefter tjäna mästaren genom att föreviga hans konstnärliga arv genom Festspelen i Bayreuth. Vägledd av Groß, men också med hjälp av sitt eget skarpsinne – Werner kallar henne en "superb affärskvinna" – lyckades hon göra Festspelen först solvent och sedan lönsam.

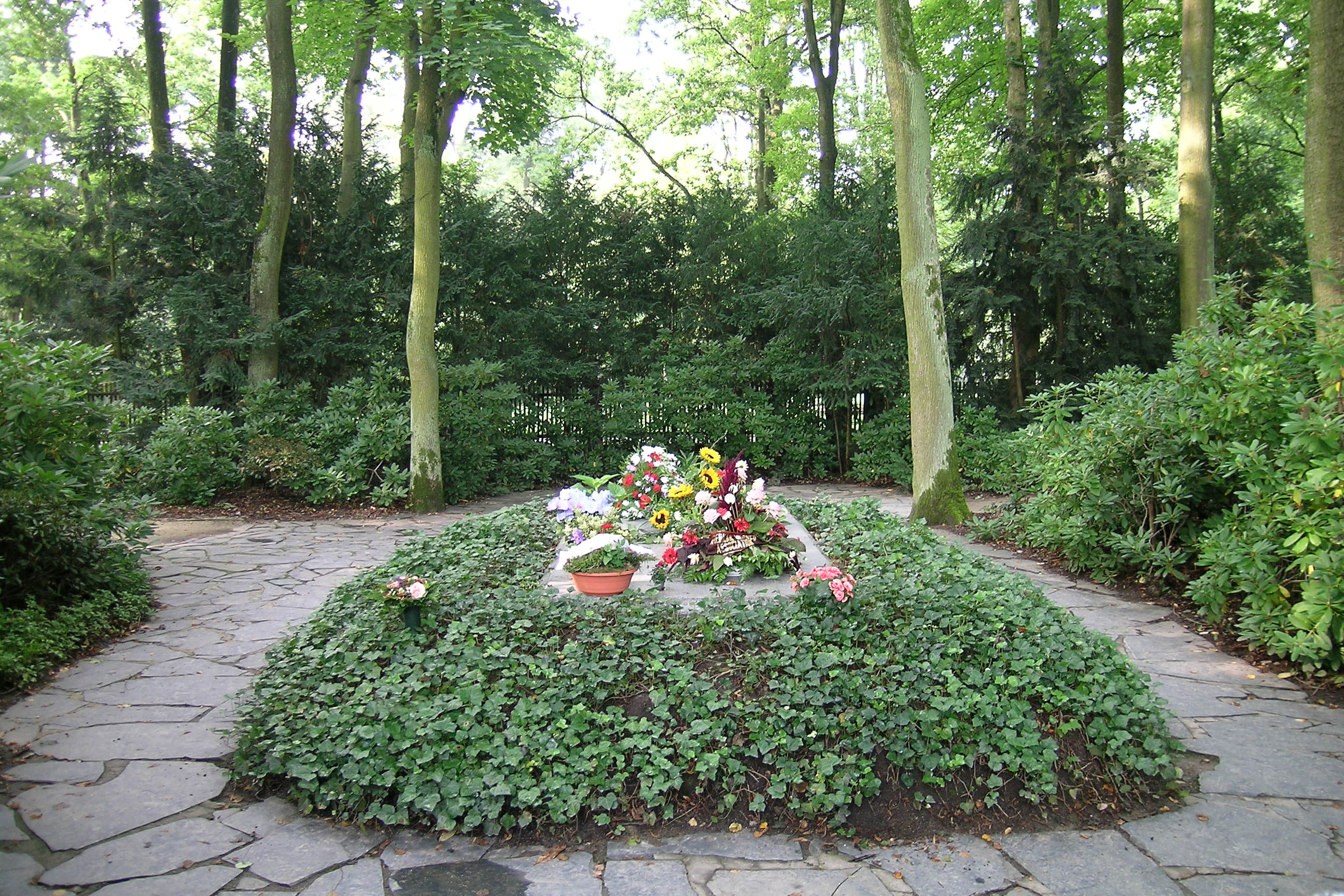
Wagnergraven i Wahnfrieds trädgård, där Cosimas aska placerades bredvid Wagners kropp 1977

Samtidigt som man erkänner att Cosima var en effektiv "keeper of the flame" har kommentatorer kritiserat karaktären av hennes arv. Ringhistorikern J. K. Holman beskriver den som en av "kvävande konservatism". Hennes politik att hålla fast vid Wagners ursprungliga sceniska idéer övergavs inte helt förrän efter andra världskriget, då en ny generation tog över festivalen. Hilmes liknar Cosimas roll vid abbedissan i ett religiöst samfund: "en sammanhållen, kvasireligiös församling av bayreuthianer som delar en gemensam filosofisk åskådning". Antisemitismen var en integrerad del av denna filosofi. Även om Cosima 1869 hade motsatt sig återutgivningen av Wagners antijudiska avhandling Judendomen i musiken, var detta på grund av kommersiell försiktighet snarare än känslighet. År 1881 uppmuntrade hon Wagner att skriva sin essä "Känn dig själv" och att i den ta med en tirad mot den judiska assimileringen.
Kritikern och före detta librettisten Philip Hensher skriver att "under ledning av sin motbjudande rasteoretiker svärson [Chamberlain] ... Cosima försökte göra Bayreuth till ett centrum för kulten av tysk renhet." Således, fortsätter han, "När hon dog var Wagners rykte ... i spetsen för en fruktansvärd politisk dynamik: antika iscensättningar av hans verk presenterades för en publik av brunskjortor". Festspelens nära koppling till Hitler och nazisterna under 1930-talet var mycket mer ett verk av Winifred – en öppen Hitler-anhängare – än av Cosima, även om Hensher hävdar att "Cosima var lika skyldig som någon annan".
Omedelbart efter Cosimas död öste vissa författare rikligt med lovord över henne. Wagners levnadstecknare Ernest Newman kallade henne "den största person som någonsin kommit inom [Wagners] krets";  Cosimas första levnadstecknare Richard Du Moulin-Eckart introducerade henne som "århundradets största kvinna". Med tiden blev omdömena mer avvägda och delade. Marek avslutar sin framställning med att betona hennes roll inte bara som Wagners beskyddare utan som hans musa: "Utan henne skulle det inte ha funnits någon Siegfried-Idyll, inget Bayreuth och ingen Parsifal". Enligt Hensher "var Wagner ett geni, men också en ganska skrämmande människa. Cosima var bara en förfärlig människa."

### Antisemitismen
Efter att judar under många århundraden hade uteslutits, föraktats och förföljts av kristna samfund fick de i mitten av 1800-talet i allt högre grad rättslig jämlikhet på tyskt territorium. Först i storhertigdömet Baden och lite senare i Frankfurt am Main. Det var då som Otto von Bismarck uppgraderade judarna och den israelitiska religionen med sin "Lag om likställdhet i bekännelser i civila och medborgerliga förhållanden" inom ramen för det nordtyska förbundet. Denna lag gällde för hela Tyskland efter utropandet av det tyska riket 1871. Samtidigt som å ena sidan judarnas mål om ett samhälleligt erkännande tycktes ha uppnåtts, växte å andra sidan misstänksamheten mot främlingen och judehatet fram ur ett tysknationalistiskt, "völkischiskt" tänkande. I synnerhet företagskollapser på 1870-talet underblåste en religiöst, politiskt och rasistiskt färgad antisemitism.

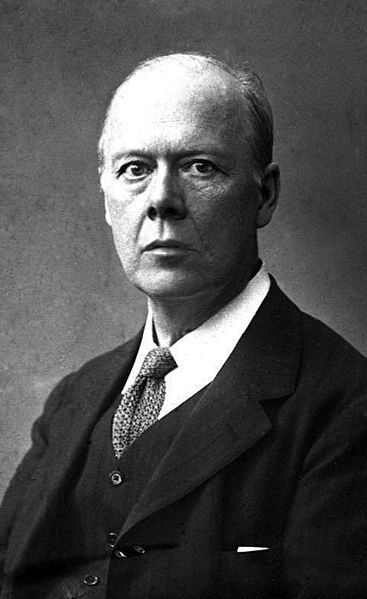
Houston Stewart Chamberlain skilde sig från sin första fru 1905 och gifte om sig med Cosimas dotter Eva 1908.

Cosima Wagner och hennes man blev också alltmer påverkade av denna rasistiska ideologi. De inte bara tänkte antisemitiskt, utan agerade också som sådant. Richard Wagner propagerade för antisemitiskt tänkande i sin pamflett Das Judenthum in der Musik, som han publicerade under pseudonymen K. Freigedank 1850, och antisemitismen är också närvarande i Cosimas skriftliga vittnesmål. Men i privat korrespondens uttrycker hon också sin sympati för det judiska folket. Ett slags inre kamp om förhållandet till judarna uttrycks i de långa breven till dirigenten Hermann Levi, av vilka hundratals har överlevt. Han var hovkapellmästare vid hovteatern i München, som stod under kung Ludvig II:s kontroll, och dirigerade Parsifal i Bayreuth. Brevväxlingen mellan Cosima Wagner och Hermann Levi innehåller ett ibland dagligen mycket personligt utbyte. Men det visar också att Levi och andra judiska musiker var engagerade i Bayreuth, men ständigt fick kämpa med fördomar från hela omgivningen. När han anmälde diskriminering svarade Cosima att hon såg problemen mer hos judarna: "för grubblande, för lite självförtroende, för komplicerat, för att sätta ord på guldvågen". Förankrad i katolicismen sedan barndomen och som Wagners protestantiska hustru betraktade Cosima judarna som en ras och beskrev dem ofta med elak ironi och nedsättande. Cosimas förste make Hans von Bülow tänkte och agerade också antisemitiskt. Medan den senare välkomnade det faktum att Richard Wagner fick sin antisemitiska pamflett omtryckt 1869, var Cosima ganska skeptisk. Men hon stod vid hans sida när det kom mycket kritik om det.
En av dem som hade inflytande på Cosima Wagners antisemitiska tankevärld var den rasistiske britten Houston Stewart Chamberlain, en ivrig Wagnerbeundrare, som hade tagit kontakt med henne i Bayreuth 1888 och tillfälligt flyttat till Wien 1889. Chamberlain stod Cosima nära under hela sitt liv och gifte sig med hennes dotter Eva 1908. Liksom Cosima tillhörde paret Chamberlain-Wagner den senare så kallade Bayreuth-kretsen, en grupp anhängare av Richard Wagners musik – ursprungligen grundad för att stödja Festspelen i Bayreuth. Bland dem fanns tysknationalistiskt sinnade medlemmar, men också antisemiter som Dietrich Eckart och andra anhängare till Adolf Hitler. En av centralgestalterna i gruppen är Chamberlain, som med sin "vetenskapliga" antisemitism – i Arthur de Gobineaus mening – företrädde samma ståndpunkter som Adolf Hitler. Cosimas dotter Eva gifte sig med Chamberlain 1908. Cosima gav en fristad åt honom, som ansågs vara en överlöpare i sitt brittiska hemland i början av första världskriget på grund av sin protyska hållning. Med sin "vetenskapliga" antisemitism såg han sig själv som någon som vidareutvecklade Wagners ståndpunkter. Han betraktade Tysklands nederlag i världskriget och revolutionen som ett verk av judendomen och representerade därmed samma ståndpunkter som Adolf Hitler.
År 1923 kom Hitler till Bayreuth för första gången. Han försökte använda Wagners rykte för sina egna syften, och sågs av såväl Chamberlain som Winifred Wagner som en förkämpe för den "nationella saken". Andra nationalsocialister och antisemiter som Dietrich Eckart anslöt sig till kretsen, och Hitler besökte Villa Wahnfried regelbundet efter 1930 och bodde ofta där. Vid den tiden var han gäst hos Winifred Wagner, som förblev en anhängare av den antisemitiske nazisten Hitler efter Chamberlains, Cosimas och Siegfrieds död, även efter andra världskrigets slut. Hon förklarade att Hitler hade sett Wagners som sin riktiga familj.

## Dagböcker och brev
Från den 1 januari 1869 till Wagners död den 13 februari 1883 skrev Cosima en detaljerad dagbok om sitt dagliga liv med Richard Wagner. I den ger hon minutiös information om vardagslivet, familjelivet med Richard Wagner samt musikaliska och litterära preferenser. Viktiga för Wagnerforskningen är "dagboksackompanjemanget" till tillkomsten och kompositionen av Wagners sista verk Parsifal samt dagboksanteckningarna om festspelens tillkomst. Dessutom hjälpte Cosima Wagner med hans autobiografi Mein Leben vilken han dedicerade till henne. Dagböckerna ska ha kommit i Wagners dotter Eva Chamberlains ägo som en gåva 1911 och överförts av henne till staden Bayreuth 1935. Detta utsågs av henne 1941 som arvtagare till upphovsrätten. Enligt hans testamente förblev de bakom lås och bom på Bayerische Staatsbank i München i 30 år efter hennes död, det vill säga från 1942 till 1972. Det var inte förrän 1975 som de överlämnades till allmänheten eftersom Wahnfried House hade försökt återta upphovsrätten. Dagböckerna transkriberades och publicerades i sin helhet av Martin Gregor-Dellin och Dietrich Mack 1976. De omfattar mer än 4 000 sidor. I sin kommentar till förläggaren, som fanns på den andra volymens skyddsomslag, anmärkte forskaren George Steiner att det var troligt att det var "en uppgift som upptar generationer av forskare att gräva fram dessa texter för att få viktiga detaljer som kontextualiserar olika viktiga historiska händelser och fenomen".
Cosima Wagners brev till prinsessan Alexandra av Sachsen-Coburg-Gotha, skrivna 1896–1905, finns bevarade i Hohenlohes centralarkiv (Hohenlohe-Zentralarchiv Neuenstein), som finns i slottet Neuenstein i staden Neuenstein, Baden-Württemberg, Tyskland.

## Hedersbetygelser
- Asteroiden 644 Cosima, som upptäcktes 1907, är uppkallad efter henne.[193]
- År 1910 var hon en av de första kvinnorna som blev hedersdoktor vid Friedrich-Wilhelms-Universität Berlin (dagens Humboldtuniversitetet).[194][195]
- År 1911 utnämndes hon till hedersmedborgarskap av staden Bayreuth.
- År 1927, i samband med hennes 90-årsdag, döptes Hofgartenstraße i Bayreuth om till Cosima-Wagner-Straße.[196]
- År 1935 döptes den tidigare Wagnerplatz i Berlin-Friedenau om till Cosimaplatz.[197]
- I staden Raiding, där hennes far Franz Liszt föddes, uppkallades ett bostadsområde efter henne.[198]
- I juni 2012 uppkallades ett nybyggt bostadsområde i Bayreuth efter henne. "Cosima Park" ligger inte långt från Festspielhaus.